# St. Anna (Gemeinde Maria Wörth)
St. Anna (slowenisch: Šentana) ist eine Rotte am Südufer des Wörthersees in Kärnten. Der Ort ist Teil der Gemeinde Maria Wörth westlich oberhalb von Reifnitz und hat 52 Einwohner (Stand 1. Jänner 2024).

## Kirche Sankt Anna am Zackel
Die Filialkirche hl. Anna der Pfarre Maria Wörth liegt auf einer Anhöhe westlich der Reifnitzer Bucht. Die Kirche mit der heutzutage gebräuchlichen Bezeichnung Sankt Anna am Zackel (Čachl = Kegel) wurde erstmals 1385 urkundlich erwähnt und gehörte bis zum Jahre 1962 der Pfarre Keutschach an. Durch Änderungen der Pfarrgrenzen wurde die Kirche aus der Pfarre Keutschach ausgegliedert und der Pfarre Maria Wörth zugeteilt. Die Kirche war zu diesem Zeitpunkt äußerst renovierungsbedürftig und wurde in den darauffolgenden Jahren stilgetreu erneuert. Die spitzbogigen zweiteiligen Maßwerkfenster sowie die Strebepfeiler weisen auf den spätgotischen Stil hin. Die einschiffige Wallfahrtskirche hat ein steiles Satteldach und der Sakristeiturm wurde mit einem Spitzhelmdach gedeckt. An der Nordwand der Filialkirche konnte bei Restaurierungsarbeiten 1964–1965 ein wertvolles Wandgemälde des Heiligen Christophorus freigelegt werden.
Das Gewölbe des Langhauses wird dem spätgotischen Baustil zugeschrieben und weist Steinmetzzeichen sowie die Jahreszahl 1639 auf. Der Barockaltar, dessen Mittelpunkt die Statuen der Heiligen Anna, Maria, Jakobus und Markus sind, stammt aus dem 18. Jahrhundert. Der Altartisch wurde aus Elementen der ehemaligen Orgel gestaltet. Die Sakristei besitzt einen spätgotisch profilierten Eingang. Die barocken Statuen auf Konsolen an der Triumphbogenwand stellen links den Heiligen Johannes und rechts den Heiligen Sebastian dar.

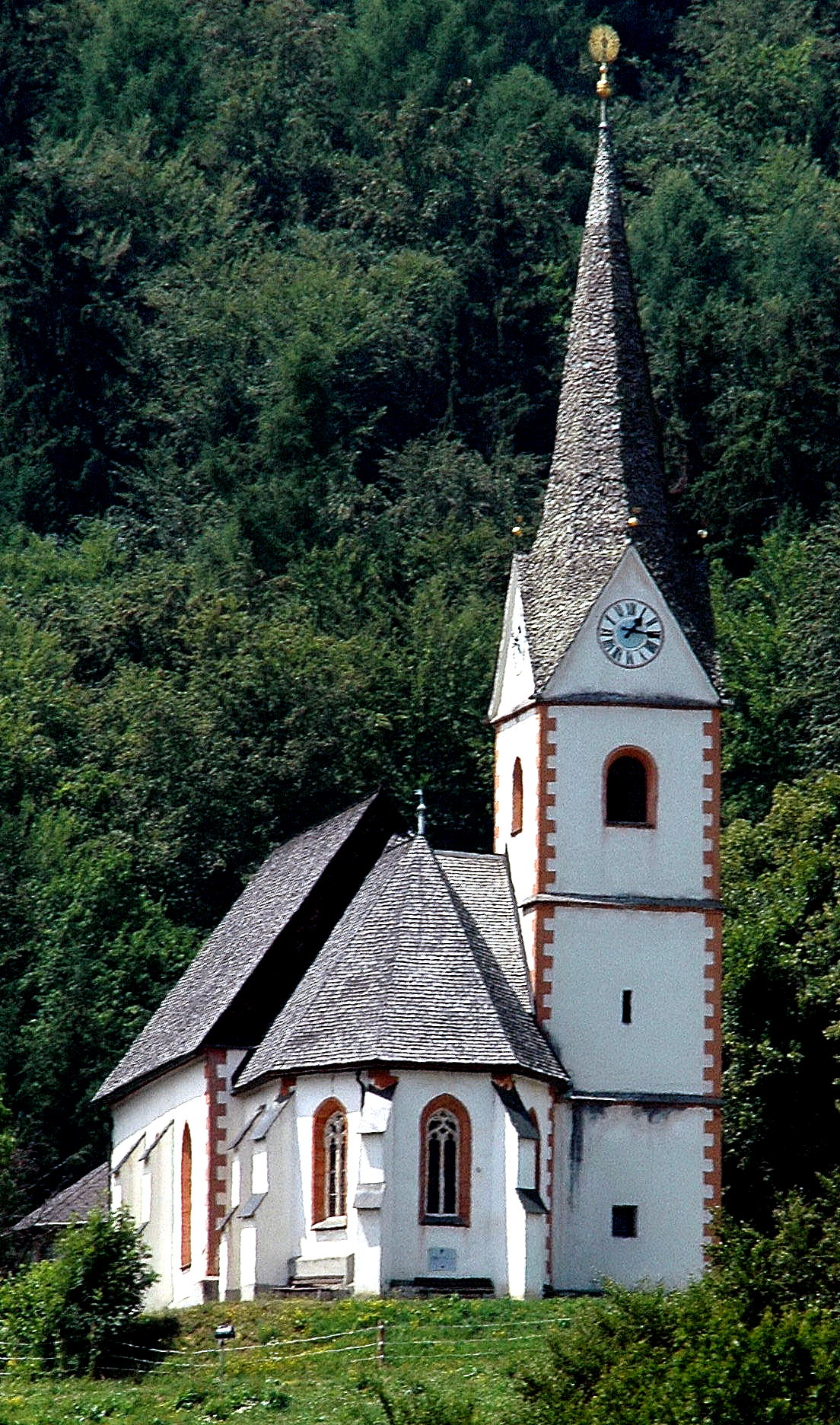
Kirche St. Anna am Zackel
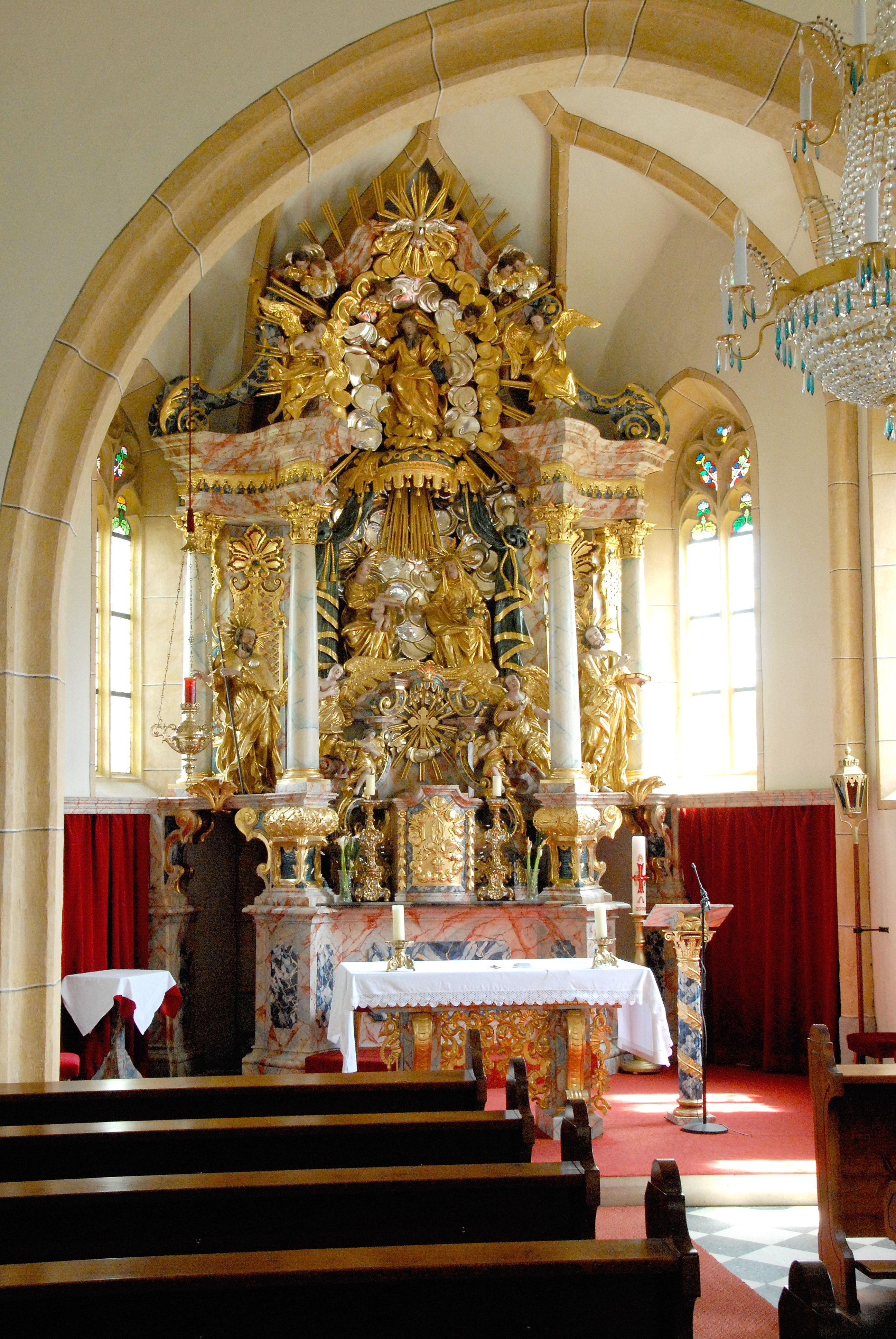
Hochaltar
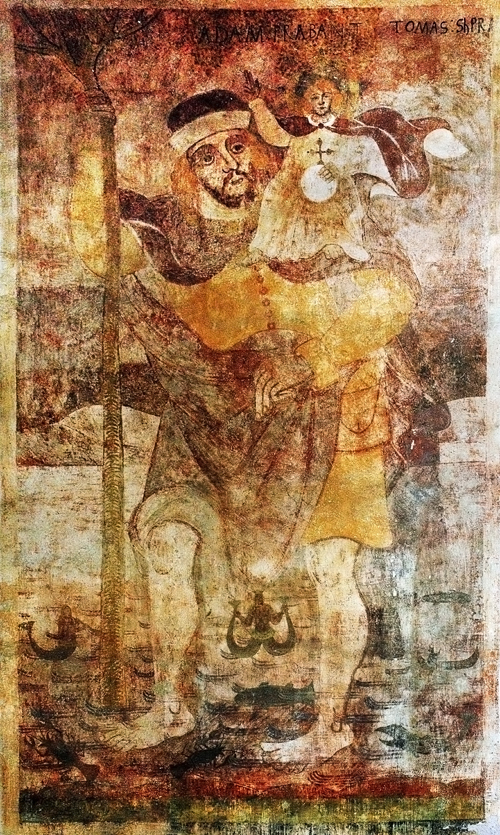
Christophorusfresko an der Nordwand
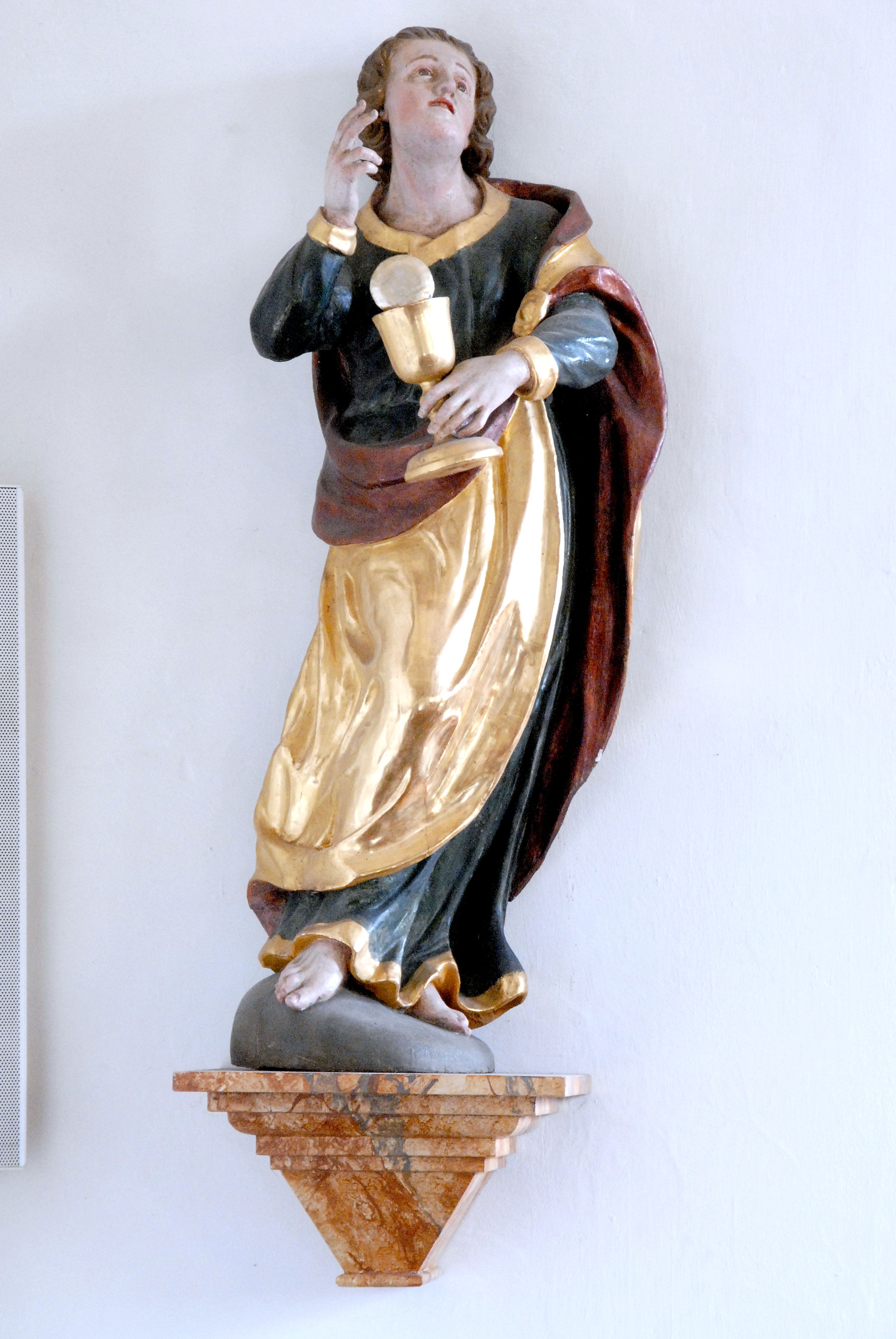
Heiliger Johannes
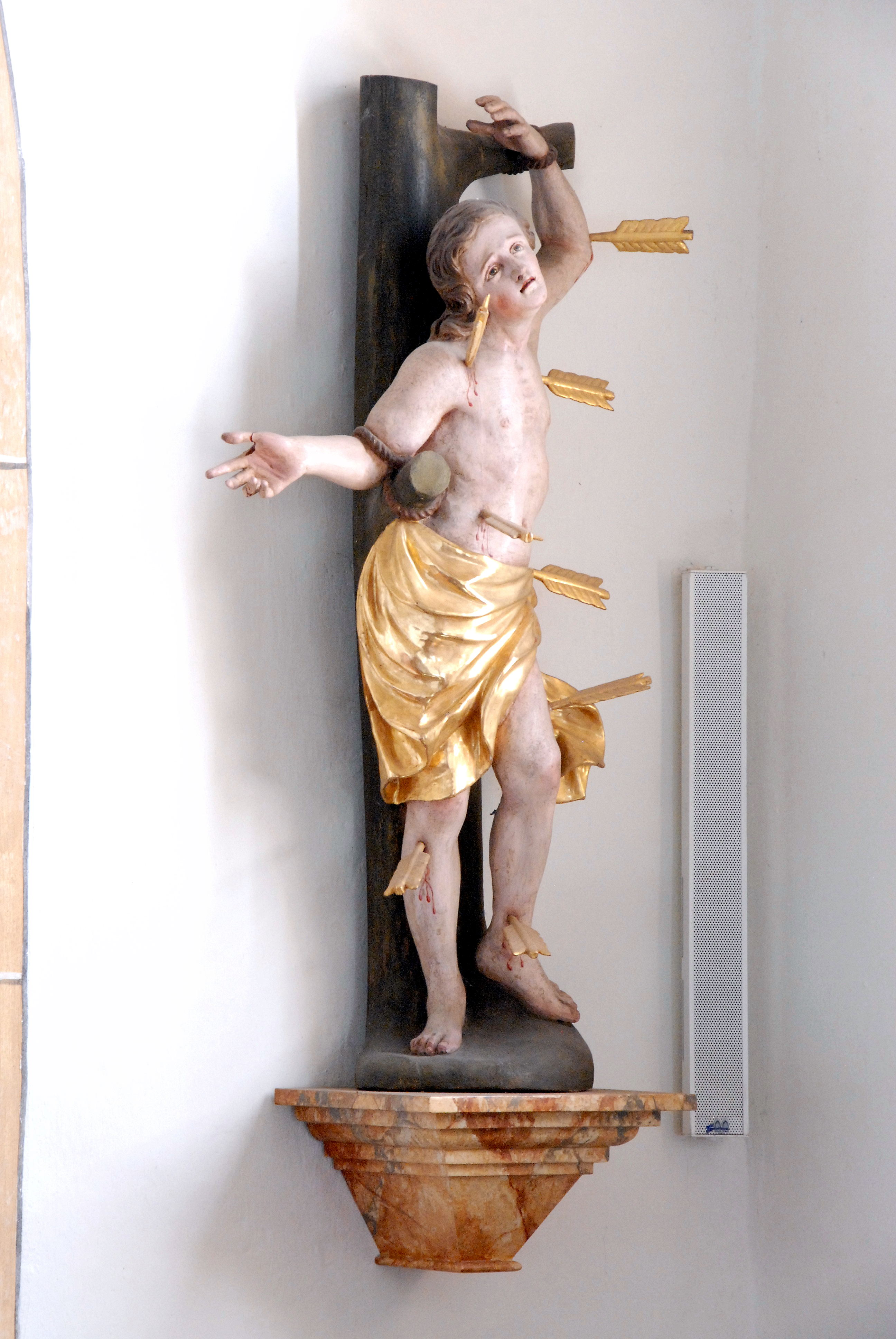
Heiliger Sebastian